# Sara Del Rey
Sara Amato (Martínez, California; 13 de noviembre de 1980) es una luchadora profesional estadounidense. Actualmente trabaja como entrenadora en jefe asistente para la empresa WWE.
Amato también fue conocida como Sara Del Rey, nombre con el que se presentó para promociones como Chikara, Shimmer, All Pro Wrestling, y Ring of Honor. Entre sus, destaca un reinado como Campeona de Shimmer, y otro como Campeona en Parejas de Shimmer.

## WWE (2012)
En la actualidad se trabaja para la WWE como entrenadora de la marca NXT.